# Ликошине
Лико́шине — село в Україні, у Вишнівській селищній громаді Кам'янського району Дніпропетровської області. Населення становить 103 особи.

## Географія
Село Ликошине знаходиться на одному з витоків річки Лозуватка, нижче за течією на відстані 3 км розташоване село Лозуватка. Річка в цьому місці пересихає.

## Пам'ятки
На схід від села розташований Комісарівський лісовий заказник.

## Населення

### Мова
Розподіл населення за рідною мовою за даними перепису 2001 року:
| Мова       | Відсоток |
| ---------- | -------- |
| українська | 97,1 %   |
| російська  | 2,9 %    |